# 蓋洛普
蓋洛普（英語：Gallup）是一間以調查為基礎的全球績效管理咨詢公司，於1935年由喬治·蓋洛普所創立。該公司以其於世界各國所做的民意調查而聞名。蓋洛普與世界各地的組織合作。
在1988年，也就是喬治·蓋洛普死後四年，Selection Research（SRI）併購該公司。SRI希望能將盖洛普的名字用於自己的民調上，以增加可信度和受測者答復率。時至今日，該民調可見度大增，可見於就業調查、顧客調查、才能管理和幸福指數。盖洛普在20多個國家中有近40個辦公處。盖洛普目前的主席兼CEO是吉姆·克里夫頓（Jim Clifton）。
目前該公司約有2,000名員工，分成四個部門：民意調查部、大學部、咨詢部和新聞部。

## 歷史
喬治·蓋洛普在1935年於普林斯頓創立美國公共意見研究所（American Institute of Public Opinion），是為盖洛普的前身。他希望能客觀統計出民眾心之所向。為了維持客觀性和獨立性，盖洛普決定不為付費者和任何形式的贊助者進行民調，例如共和黨或民主黨。
在1936年，盖洛普成功預測了富蘭克林·德拉諾·羅斯福會擊敗阿爾夫·蘭登成為美國總統。此舉使他的公司知名度快速增加。1938年，盖洛普和盖洛普的副主席大衛·奧格威開始為廣告業和電影業做市場調查。1958年，George gallup 將所有旗下的民調工作統合，形成現代的盖洛普組織。在1985年，該組織開始統計英國的電玩銷售了量表。.
喬治·蓋洛普死於1977年。在此之98年後，他的家人把此公司賣給選擇研究(SRI) 。選擇研究由心理學家當奴·克利夫頓於1969年成立，總部則位於奧馬哈。
小喬治·蓋洛普成立了非營利的喬治·H·蓋洛普基金會，作為獲利協定（acquisition agreement）的一部分。小喬治·蓋洛普死於2011年11月21日。

### 中國大陸業務
1993年，盖洛普进军中国市场，在北京、上海和深圳设立办公室。不過由於中华人民共和国政府对外国人或外国实体在中国大陆进行民调有着严格的管理规定，所以盖洛普在在中国大陸进行民调格外困难，故而业务主要集中于协助中国大陆相关企业进行改革和优化。2023年11月，盖洛普決定退出中國市場。

## 在美國做的民調
盖洛普民意測驗 是盖洛普的一個分支，負責定期做公開的民意調查。雖然每年的損失大約是一千萬美金，但卻給盖洛普帶來品牌形象。盖洛普民意調查曾做過關於 政治、社會和經濟方面的民調，包含一些敏感或具爭議性的問題。

### 盖洛普的每日調查方法
盖洛普透過有線電話和行動電話，進行每年350天，每天1,000份的民調。此方法需要真人訪問，以及亂數撥號取樣（包含有線電話和行動電話，以和家中沒有有線電話的人取得聯繫）。盖洛普每日完成500份有線電話訪問和500份行動電話訪問，並個別平分2份典型問卷。在美國，高達34%的人完全依賴行動電話。
盖洛普在美國調查所撥打的電話號碼是以該組織的國際電話號碼樣本為基礎，再加上隨機撥號取樣系統。電腦會使用有效的區域冠碼（電話號碼前三碼），加上隨機產生的電話號碼。因此，盖洛普很可能會撥到空號。
每支取得聯繫的有線電話，盖洛普會找家中大於18歲，且生日剛過的人做訪問。對於行動電話則不採用此策略，因為一支行動電話通常只對應到一個人。對於說西班牙語的受訪者，盖洛普有會說西班牙語的訪問者。
不論是傳統獨立的民調，或是一夜的每日調查，典型的取樣人數是1,000人加減百分之四。盖洛普的每日調查讓盖洛普的分析員得以針對取樣了數大的民調做更細項的調查。但是唯有透過大的取樣數，才能降低誤差。
每日在盖洛普收集並處理完資料後，針對每位受測者的種族、性别、教育程度、年紀、性別等量化，統計出所有樣本各種量化的統計結果，並和美國統計處的全國資料做比較，找出哪類的人受訪的比例不均，並在接下來的調查中，非隨機的調整受訪的對象，藉以抵消並彌補不平均的狀況。盖洛普民意調查的信心水準是95%。

### 準度
從1936年到2008年，盖洛普只有兩次的總統大選結果預測錯誤。一次是有名的1948年湯瑪斯·杜威和哈瑞·S·杜魯門的選舉，當時幾乎所有的民調組織都預測杜威勝選，相反的結果也成為頭條。另一次是在1976年，盖洛普錯誤的預測傑拉爾德·福特略勝吉米·卡特。至於美國在2008年的總统大選，盖洛普成功預測了正確的結果，不過在這次預測選舉的23個组織中，只有17個預測正確。
在2012年的美國總统選舉，盖洛普民調结果為米特·羅姆尼49%比上巴拉克·歐巴馬48%，但實際結果是歐巴馬 51.1%比羅姆尼47.2%。民調分析家納特·西爾弗發現盖洛普的預測和最終结果誤差7.2分，是他所分析的23家公司中最不準的。盖洛普的主編法蘭克·紐波特（Frank Newport）回應這個批評說，盖洛普的结果在統計誤差範圍內，並批評民調分析家：(比起做民調，)去分析他人民調的結果是比較簡單、便宜且風險低的。
西元2013年，盖洛普對於對於宗教信仰調查的準確度再度受到質疑。盖洛普在美國對於宗教信仰的調查結果和其他對宗教議題研究的結果不同，包含在2012年，皮尤研究中心的研究。該中心的研究發現，缺乏宗教信仰親和力的人群在美國快速成長。

## 盖洛普 世界民調
盖洛普在2005年開始了世界民調，持續調查160個國家的公民，可以代表世界上超過98%的成人人口。盖洛普 世界民調包含了超過100個全球性的問題和一些地區性的問題，例如:法律與秩序、食物和庇護所、組織與基本設施、好工作、幸福指數等等。盖洛普 也與政府、組織、國家合作，製作其他的調查項目以收集特定議題的資訊。

### 盖洛普世界民調的調查方法
盖洛普在每個國家約訪談1000 位居民。訪談的目標族群是所有公民中大於15 歲的非特定人口。盖洛普以當地的語言進行訪談，以產生統計上可比較的結果。若當地電話覆蓋人口數高達80%以上，盖洛普使用電話訪談；反之，盖洛普面對面訪談。

## 一些在盖洛普民意测验中出现的非常频繁的问题
- 谁是最受人们赞美的人
- 如果今天是选举的话人们会选择谁
- 男人是否会选择健康又美丽的女人
- 人们是否认为是政治团体引发了第三次世界大战
- 人们对社会的公共机构有何看法和建议
- 一般性的知识问题，如：什么是自由主义者和保守主义者

盖洛普也同时在很多过国家和民意调查中心合作并提供对国际事件的预测和前景展望。在这种情况下，下列问题出现的频率较高：
- 你认为被人们推断出的历史重大事件会在未来发生么？
- 如果人们准备移民的话，哪个国家是他们的首选？

## 延伸閱讀
- Boudway, Ira. "Right or Wrong, Gallup Always Wins, Bloomberg BusinessWeek Nov. 12, 2012
- Cantril, Hadley. Gauging Public Opinion (1944)
- Converse, Jean M. Survey Research in the United States: Roots and Emergence 1890-1960  (1987)
- Gallup, George, ed. The Gallup Poll: Public Opinion, 1935-1971 (3 vol 1972), compilation of reports on thousands of Gallup polls.
- Gallup, George. Public Opinion in a Democracy (1939),
- Gallup, George. The Sophisticated Poll Watcher's Guide (1972)
- Moore, David W. The Superpollsters: How They Measure and Manipulate Public Opinion in America (1995) online edition （页面存档备份，存于）
- Roll, Jr., Charles W. and Albert H. Cantril; Polls: Their Use and Misuse in Politics (1972) online edition

## 外部連結
- 盖洛普公司官方网站 （页面存档备份，存于）（英文）
- 盖洛普（中国）咨询有限公司官方网站 （页面存档备份，存于）（简体中文）